# Kutná Hora
Kutná Hora ou Cutemberga é uma cidade localizada na região da Boêmia Central, distrito de Kutná Hora.
A cidade é localizada na linha Praga-Brno. Cutemberga foi ligada durante a Idade Média à extração de prata no Reino da Boêmia, e seu centro principal da cunhagem de groschen.

## História
A área de Kutná Hora já havia sido habitada pelos celtas durante a antiguidade, mas primeiros registros da localização na Idade Média datam dos séculos XI e XII, mas especificamente em 1142, quando é fundado a Abadia de Sedlec, o primeiro mosteiro cisterciense na Chéquia. Em 1260, já haviam sido descobertas grandes reservas de prata no local, e deu-se início a sua extração. Dessa época, é primeiro mencionado o nome atual da cidade, em latim, como (Mons Cuthna), literalmente traduzido do tcheco.
Foi em 1300, porém, que os vários vilarejos que compunham a região de Cutemberga foram garantidos provisões reais por meio de Ius regale montanorum, documento promulgado por Venceslau II que regulamentava a extração de prata na Boêmia. Posteriormente, a cidade enriqueceu e foi alvo de uma grande migração de alemães, que por deterem o controle das minas, eram a elite citadina.
No fim de 1402, Sigismundo de Luxemburgo, saqueia a cidade após um sangrento cerco. Nas Guerras Hussitas, em 1421, a cidade foi ocupada pelos Taboritas, liderados por Jan Žižka. A produção de minérios voltou em 1469, e, dois anos depois, foi palco da eleição de Vladislau II para Rei da Boêmia.
No século XVI, pouca prata sobrava nas minas de Cutemberga, e, em 1547, fechou-se a produção monetária, que migrou para outra cidade, Jáchymov. Durante os séculos subsequentes, Kutná Hora foi decaindo em importância, mas continua uma importante cidade local, e abriga um Patrimônio Mundial da UNESCO, que envolve o centro da cidade, o mosteiro de Sedlec, com seu ossuário, e a Igreja de Santa Bárbara.

## Na cultura popular
A cidade, com o nome vindo do alemão de Kuttemberg, figura no videojogo tcheco Kingdom Come: Deliverance II.

## Monumentos
- Igreja da Santa Bárbara
- Ossuário de Sedlec - parte da cidade de Kutná Hora.